# Савезна влада Савезне Републике Југославије
Савезна влада Савезне Републике Југославије је била носилац извршне власти Савезне Републике Југославија.

## Начин образовања владе
Савезна влада образује се после избора Савезне скупштине.
Кандидат за председника Савезне владе излаже Савезној скупштини свој програм и састав Савезне владе.
Савезна влада је образована кад Савезна скупштина изабере председника Савезне владе, већином гласова свих савезних посланика у сваком од два већа, тајним гласањем.
Председник Савезне владе обавештава Савезну скупштину о промени састава Савезне владе.

## Историјат сазива Владе
- Влада Милана Панића (1992 — 1993)
- Прва савезна влада Радоја Контића (1993 — 1997)[а]
- Друга савезна влада Радоја Контића (1997 — 1998)
- Влада Момира Булатовића (1998 — 2000)[2]
- Влада Зорана Жижића (2000 — 2001)
- Влада Драгише Пешића (2001 — 2003)